# Eva Orvošová
Eva Loweová-Orvošová, née le 18 janvier 1971 à Liptovský Mikuláš, est une coureuse cycliste de nationalité tchécoslovaque jusqu'en 1992 et slovaque depuis 1993. Elle a notamment été médaillée d'argent du championnat du monde de cross-country en 1991.

## Palmarès en VTT

### Championnat du monde
- 1991 Ciocco
  -  Médaillée d'argent du cross-country

### Coupe du monde
- Coupe du monde de cross-country 
  - 1996 : 8e du classement général

## Palmarès sur route
- 1988
  - 2e du Tour de Feminin - O cenu Ceskeho Svycarska
- 1989
  - 2e du Tour de Feminin - O cenu Ceskeho Svycarska
  - 2e du Tour de Thuringe
- 1990
  - Tour de Feminin - O cenu Ceskeho Svycarska
  - 2e du Gracia Tour
- 1991
  - 2e du Gracia Tour
- 1995
  -  Championne de Slovaquie sur route